# Kwas podbromawy
Kwas podbromawy – nieorganiczny związek chemiczny z grupy tlenowych kwasów bromu, w którym atom bromu znajduje się na I stopniu utlenienia. Znany jedynie w roztworze, zawsze jest zanieczyszczony produktami rozkładu: bromem i kwasem bromowym. Jego sole to podbrominy.

## Otrzymywanie
Kwas podbromawy można otrzymać:
- w reakcji dysproporcjonowania bromu w wodzie przebiegającej według równania:

Br2 + H2O → HBr + HBrO
Aby przeciwdziałać powstawaniu kwasu bromowodorowego powyższą reakcję można prowadzić w obecności tlenku rtęci(II).
2Br2 + HgO + H2O → HgBr2 + 2HBrO
- poprzez destylację mieszaniny wody bromowej i siarczanu srebra; destylat stanowi rozcieńczony roztwór kwasu podbromawego zanieczyszczony bromem, który usunąć można przepuszczeniem przez roztwór strumienia azotu.

Kwas podbromawy ulega samorzutnej dysproporcjonacji do kwasu bromowego i bromu (nie powstaje kwas bromowodorowy).
5HBrO → HBrO3 + 2H2O + 2Br2